# X-フォース
X-フォース（X-Force）は、マーベル・コミックの出版物に登場する架空のスーパーヒーローのチーム及びそれを題材とした同名のオンゴーイングシリーズである。脚本家・イラストレーターのロブ・ライフェルドにより創造されたこのチームは『ニューミュータンツ』第1期第100号（1991年）で初登場し、その直後に単独シリーズ『X-フォース』が創刊された。
チームは元々は1980年代に登場したチームであるニューミュータンツの刷新版であった。ミュータントのケーブル率いるX-フォースはX-メンに比べてより戦闘的かつ活動的なグループであった。
1990年代初頭に始まった『X-フォース』誌は大ヒットとなったがライフェルドがマーベルを去った後の1995年から2001年の間にいくつかの路線変更を経て人気は低下した。『X-フォース』誌は2001年に若手ミュータント主体のチームになって刷新されたが売上低下は止まらず、第1シリーズは第129号を以て廃刊となり、『X-Statix』誌へと置き換わった。『X-Statix』が第26号で廃刊となった後、2004年にマーベルは再びライフェルドが手がけたオリジナルのX-フォースを題材とした全6号のミニシリーズを発売した。 
2007年から2008年にかけてのストーリーライン「メサイア・コンプレックス」でウルヴァリン率いる新しいX-フォースがX-メンの秘密作戦部隊として初登場した。2008年2月からはこのチームを題材とした『X-フォース』誌がクレイグ・カイルとクリストファー・ヨスト脚本、クレイトン・クレイン作画の体制で開始された。シリーズは2010年9月に「セカンド・カミング」のストーリーラインの影響により完結した。2010年10月からは新たに『アンキャニィX-フォース』誌としてリランチされ、リック・リメンダーとジェローム・オペニャが執筆した。結成時のチームメンバーはウルヴァリン、サイロック、デッドプール、エンジェル、ファントメックス、E.V.A.であった。
「マーベルNOW!」キャンペーンが始まると、『アンキャニィX-フォース』は2012年に第35号を以て終了し、ストーム率いるチームを描いた『アンキャニィX-フォース』（第2期）とケーブルが率いるX-フォースを描いた『Cable and X-Force』が新たに創刊された。2014年に両誌共に終了し、新たにサイモン・スペリエ脚本による『X-フォース』誌としてリランチされた。

## 出版史

### 『X-フォース』第1期: 1991年 - 2001年

#### ライフェルド時代
X-フォースは1989年に『ニューミュータンツ』第1期第86号よりイラストレーターとなったロブ・ライフェルドにより創造された。同誌でライフェルドの作画は人気を獲得し、1990年と1991年にはケーブルを始めとする人気キャラクターが次々とデビューした。1991年の『ニューミュータンツ』第1期最終号となる第100号にてライフェルドは同誌のダイアログを担当していたファビアン・ニシーザの協力により、ニューミュータンツのチームをX-フォースへと変化させた。1991年8月、ライフェルドとニシーザによる『X-フォース』第1期創刊号が発売された。約500万部を売り上げた同号は800万部を売り上げたジム・リーの『X-MEN』に次いでアメリカンコミック史上最も売れた1冊となった。創刊当時のチームメンバーはブーンブーン、ケーブル、キャノンボール、ドミノ、フェラル、シャタースター、ウォーパスであった。その後の号ではサイリーン、リクター、サンスポットが加わった。
X-フォースの最初の1年目の主要な敵はケーブルと謎の繋がりを持つストライフが率いるテロ組織ミュータント・リベレーション・フロントであった。他に初期の号では傭兵のデッドプール、不死のエクスターナルズ、新生されたブラザーフッド・オブ・ミュータンツが登場した。
『X-フォース』誌はマーベルを代表する人気シリーズとなったが、ライフェルドはキャラクター商品のロイヤルティーを巡って会社側と対立し、1992年に他の人気作家達と共にマーベルを去ってイメージ・コミックを立ち上げた。

#### 1990年代中頃: ニシーザとローブ
ライフェルド降板も『X-フォース』誌はニシーザが脚本、グレッグ・カプロが作画を担当して続行した。『X-MEN』誌も執筆していたニコラーザは1992年秋には『X-メン』関連誌を股に駆けるストーリー「エクスキューショナーズ・ソング」に携わった。このストーリーではケーブルに変装したストライフがX-メンの創設者のプロフェッサーXの暗殺未遂事件を原因とするX-メンとX-フォースの衝突が描かれた。このクロスオーバーによりケーブルは『X-フォース』第18号で死亡したかのように描かれたにもかかわらず人気が上昇し、1993年より始まったソロシリーズへと繋がった。
「エクスキューショナーズ・ソング」の後も『X-フォース』はニシーザとカプロの体制下で続き、後にトニー・ダニエルがペンシラーとなった。一時的にチームのリーダーを失ったX-フォースは独自のアイデンティティを開発しようと試みた。第25号でケーブルが復帰した後、チームは機能不全家族の方向へと進み、恋愛やサイリーンのアルコール依存症、暴力的なアクションといった要素が追加された。ニシーザはサイリーンの家族がアイルランド、リクターがメキシコ、キャノンボールがケンタッキー州出身であることやシャッタースターのオリジンといったキャラクターの新たな設定を付け加えた。またこの時期にはニューミュータンツのメンバーであったラスティ、スキッズ、ダニエル・ムーンスター、サイファー、ウルフスベーンが再登場した。レインファイアとサンスポットの消滅に関するサブプロットは1995年に「エイジ・オブ・アポカリプス」のイベントのために一時休刊する際に結末を迎えた。
「エイジ・オブ・アポカリプス」終了後の第44号からは新たにジェフ・ローブ脚本、アダム・ポリーナ作画という体制となった。ローブはチームのユニフォームを一新させ、X-メンと同じX-マンションへと移し、戦闘シーンを減らしてキャラクター主導のストーリーに重点を置いた。リクターはチームを抜け、キャノンボールはX-メンへと移り、新たに強力なアルビノのミュータントのカリバンが加わった。

#### ケーブル以後
1997年、脚本家のジョン・フランシス・ムーアはチームを表社会を冒険する明るい集団のように描写し、ケーブルとX-メンからは離反させた。 メンバーはメルトダウン、サイリーン、サンスポット、ウォーパス、ダニエル・ムーンスターであった。
1998年、ムーアとジム・チャンはX-フォースの本拠地をサンフランシスコへと移し、キャノンボールとドミノをチームに復帰させ、さらにベドラムが参加させた。
2000年、ウォーレン・エリスは「レボリューション」の一環としてX-メン系の3誌（『X-フォース』、『ジェネレーションX』、『X-マン』）の刷新を行った。『X-フォース』誌はエリスと共同でイアン・エジントンが脚本を執筆し、ウィルス・ポータシオがイラストを描いた。ベドラム、キャノンボール、メルトダウン、ウォーパスにより構成され、イギリスのミュータントのピート・ウィズドムが指導する秘密作戦のチームである。制作陣は変わったものの、売上は変化しなかった。

### 廃刊
2001年初頭、『X-フォース』誌は脚本家のピーター・ミリガンとアーティストのマイク・オルレッドによって再創造され、チームはX-フォースの名を引き継ぎながらメンバーは総入れ替えとなった。第115号でベドラム、キャノンボール、メルトダウン、ウォーパスは爆発に巻き込まれて退場し、翌第116号からは若いミュータントのチームに置き換わった。2002年後半に『X-フォース』誌は第129号を以て廃刊となり、同年内に『X-Statix』へと置き換えられた。
2004年にはライフェルドとニシーザによる全6号の『X-フォース』のミニシリーズが発売された。

### 『X-フォース』第3期: 2008年 - 2010年
新しい『X-フォース』のオンゴーイングシリーズは2008年2月にクレイグ・カイルとクリストファー・ヨスト脚本、クレイトン・クレイン作画の下で始まった。
このX-フォースはサイクロップスがミュータントへの脅威に対しての武力行使を専門とする秘密チームとして設立した。結成時のメンバーはウォーパス、ウルフスベーン、ウルヴァリン、X-23であり、その直後にエンジェル、ドミノ、エリクサーが加わった。ヨストはチームに多様性を与えるためにデッドプールも参加させると述べていたがこれは『アンキャニィX-フォース』誌の創刊まで実現しなかった。

### 『アンキャニィX-フォース』
『X-フォース』誌は2010年10月に『アンキャニィX-フォース』に置き換わり、リック・リメンダーとジェローム・オペニャが執筆した。この新シリーズでは新たにサイロック、ファントメックス、デッドプールがチームに加わった。
「フィアー・イットセルフ」とタイインした全3号のミニシリーズはロブ・ウィリアムズとシモーネ・ビアンキが執筆した。
第34号では31人のキャラクターが死亡したが、そのうち14人は「エイジ・オブ・アポカリプス」の時間線出身のキャラクターであった。

### マーベルNOW!
「マーベルNOW!」キャンペーンの一環として、リメンダーの『アンキャニX-フォース』誌は2つの新しい『X-フォース』誌に置き換えられた。2つのタイトルはそれぞれ個別のクリエイティブチームが執筆し、「ウォンテッド」チームはデニス・ホープレスとサルバドール・ラロカ、「キラーズ」チームはサム・ハンフリーズとロン・ガーニィが手がけた。「ウォンテッド」が担当するのは新タイトルとなる『Cable and X-Force』、「キラーズ」は第2期としてリランチされた『アンキャニィX-フォース』誌である。
『Cable and X-Force』誌では「AvX」以後の世界で目覚めたケーブルが中心に描かれ、彼はドミノ、コロッサス、フォージ、ドクター・ネメシス、ブームブームから成るX-フォースを率いる。
2期目となる『アンキャニィX-フォース』誌ではサイロックが率いるチームが描かれ、ストーム、パック、クラスター、さらに後にスパイラルとビショップが加わった。

### 『X-フォース』第4期: 2014年
「オールニュー・マーベルNOW!」キャンペーンにより、2014年2月に『Cable and X-Force』と『アンキャニィX-フォース』誌は新期の『X-フォース』誌に置き換えられた。チームはケーブル、サイロック、ファントメックス、マロウにより構成され、『X-メン: レガシー』誌の脚本家のサイモン・スペリエが執筆した。15号で刊行終了した。

## チームロースター

### 第1期
| イシュー | キャラクター |
| -------- | --- |
| #1-2     | ブーンブーン、ケーブル、キャノンボール、コピーキャット (ドミノ)、フェラル、シャタースター、ウォーパス                      |
| #3-14    | ブーンブーン、ケーブル、キャノンボール、コピーキャット、フェラル、シャタースター、サイリーン、ウォーパス                   |
| #15-24   | ブーンブーン、キャノンボール、フェラル、リクター、シャタースター、サイリーン、サンスポット、ウォーパス                     |
| #25-28   | ブーンブーン、ケーブル、キャノンボール、フェラル、リクター、シャタースター、サイリーン、サンスポット、ウォーパス           |
| #29-43   | ブーンブーン、ケーブル、キャノンボール、ドミノ、リクター、シャタースター、サイリーン、ウォーパス                           |
| #44-50   | ブーンブーン、ケーブル、カリバン、ドミノ、シャタースター、サイリーン、サンスポット、ウォーパス                             |
| #51-69   | ケーブル、カリバン、ドミノ、メルトダウン（元ブーンブーン）、リクター、シャタースター、サイリーン、サンスポット、ウォーパス |
| #70-81   | メルトダウン、ムーンスター、サイリーン、サンスポット、ウォーパス                                                           |
| #83-86   | ベドラム、キャノンボール、メルトダウン、ムーンスター、サイリーン、サンスポット、ウォーパス                                 |
| #87–91   | ベドラム、キャノンボール、ドミノ、メルトダウン、ムーンスター、サイリーン、サンスポット、ウォーパス                         |
| #92–101  | ベドラム、キャノンボール、ドミノ、メルトダウン、ムーンスター、ウォーパス                                                   |
| #102-106 | ベドラム、キャノンボール、メルトダウン、ウォーパス、ウィズドム                                                             |
| #107-115 | ベドラム、キャノンボール、ドミノ、メルトダウン、ウォーパス                                                                 |
| #116     | アナーキスト、バタリング・ラム、ドゥープ、ジン・ジニー、プラズム、ユーゴーガール、ツァイトガイスト                         |
| #117-118 | アナーキスト、ブローク、ドゥープ、オーファン、ファット、セント・アンナ、ユーゴーガール、ヴィヴィセクター                   |
| #119     | アナーキスト、ドゥープ、オーファン、ファット、セント・アンナ、ユーゴーガール、ヴィヴィセクター                             |
| #120     | アナーキスト、ドゥープ、オーファン、ファット、ユーゴーガール、ヴィヴィセクター                                             |
| #121-124 | アナーキスト、ドゥープ、オーファン、ファット、スパイク、ユーゴーガール、ヴィヴィセクター                                   |
| #125-128 | アナーキスト、デッドガール、ドゥープ、オーファン、ファット、スパイク、ユーゴーガール、ヴィヴィセクター                     |
| #129     | アナーキスト、デッドガール、ドゥープ、オーファン、ファット、ヴィヴィセクター                                               |

### 第2期
| イシュー | キャラクター |
| -------- | --- |
| #1-3     | ケーブル、キャノンボール、ドミノ、ヒューマン・トーチ、メルトダウン、シャタースター、シング、サンスポット、ウォーパス、ウルヴァリン |
| #4-5     | ケーブル、カリバン、メルトダウン、シャタースター                                                                                   |
| #6       | ケーブル、カリバン、ドミノ、ヒューマン・トーチ、メルトダウン、シャタースター、シング、ウルヴァリン                                 |

### 第3期
| イシュー                 | 年        | キャラクター |
| ------------------------ | --------- | --- |
| メサイア・コンプレックス | 2008      | カリバン、ヘプチバ、ウォーパス、ウルフスベーン、ウルヴァリン、X-23 |
| #1-7                     | 2008      | ウォーパス、ウルフスベーン、ウルヴァリン、X-23 |
| #8-10                    | 2008-2009 | アークエンジェル、エリクサー、ウォーパス、ウルフスベーン、ウルヴァリン、X-23 |
| #11-25                   | 2009-2010 | アークエンジェル、ドミノ、エリクサー、ヴァニッシャー、ウォーパス、ウルフスベーン、ウルヴァリン、X-23                                                                                       |
| #26                      | 2010      | アークエンジェル、ドミノ、ヴァニッシャー、ウルヴァリン |
| #27-28                   | 2010      | アークエンジェル、ケーブル、サイファー、ドミノ、ウルヴァリン、X-23 |
| セカンド・カミング #2    | 2010      | チーム解散時 - アークエンジェル、ドミノ、ウルヴァリン、X-23 アンキャニィX-フォースとしてのチーム再編時 - アークエンジェル、デッドプール、E.V.A, ファントメックス、サイロック、ウルヴァリン |

### 第4期
| イシュー | 年   | キャラクター                                                                                             |
| -------- | ---- | --- |
| #1-11    | 2014 | ケーブル、ドクター・ネメシス、E.V.A.、ファントメックス、ホープ・サマーズ（ミーミー）、マロウ、サイロック |
| #12-13   | 2014 | ケーブル、ドミノ、ドクター・ネメシス、ホープ・サマーズ（ミーミー）、マロウ、サイロック                   |
| #14-15   | 2015 | ケーブル、ドミノ、ドクター・ネメシス、フォアゲットミーノット、ホープ・サマーズ、マロウ、サイロック       |

## クリエーター

### ライター
- ロブ・ライフェルド（英語版）: X-Force #1-12 & vol. 2 #1-6 (1991年8月 – 1992年7月 & 2004年10月 – 2005年3月)
- ファビアン・ニシーザ（英語版）: X-Force #1-43 & Annual #1–3 & vol. 2 #1–6 (1991年8月 - 1995年2月 & 2004年10月 - 2005年3月)
- ジェフ・ローブ: X-Force #44–61 (1995年7月 - 1996年12月)
- ジョン・ドークス: X-Force #62 (1997年1月)
- ジョン・フランシス・ムーア（英語版）: X-Force #63-76 & #78-100 (1997年2月 – 1998年4月 & 1998年6月 – 2000年3月)
- ジョセフ・ハリス: X-Force #77 & #101 (1998年5月 & 2000年4月)
- ウォーレン・エリス（英語版） & イアン・エッジントン（英語版）: X-Force #102–105 (2000年5月 - 8月)
- イアン・エッジントン（英語版）: X-Force #102–115 (2000年5月 - 2001年6月)
- ピーター・ミリガン（英語版）: X-Force #116–129 (2001年7月 – August 2002年8月)
- クレイグ・カイル（英語版） & クリストファー・ヨスト: X-Force, vol. 3 #1-28 (2008年2月 – 2010年9月)
- サイ・スパリアー（英語版）: X-Force, vol. 4 #1–15 (2014年2月 – 2015年2月)

### アート
- ロブ・ライフェルド（英語版）: X-Force #1-7 & #9 & vol. 2 #1-6 (1991年8月 – 1992年6月 & 2004年10月 – 2005年3月)
- マイク・ミニョーラ: X-Force #8 (1992年3月)
- マーク・パセラ: X-Force #10–13 (1992年5月 - 8月)
- テリー・シューメーカー: X-Force #14 (1992年9月)
- グレッグ・カプロ: X-Force #15–25 (1992年10月 – 1993年8月)
- マット・ブルーム: X-Force #26–27 & #29
- トニー・ダニエル（英語版）: X-Force #28, #30–36, #38–41 & #43
- ポール・ペルティエ（英語版）: X-Force #37
- アダム・ポリーナ（英語版）: X-Force #44–81
- ジム・チャン: X-Force #82–84, #86–88, #90, #94–95 & #98–100
- ウィルス・ポータシオ: X-Force #102–106 (2000年5月 - 9月)
- マイク・アルレッド（英語版）: X-Force #116–123 & #125–128 (2001年7月 – 2002年8月)
- ダーウィン・クック（英語版）: X-Force #124
- ダンカン・フェグレード（英語版）: X-Force #129
- クレイトン・クレイン（英語版）: X-Force, vol. 3 #1–6, #11–16 & #21–25 (2008年2月 - 8月、2009年1月 - 6月 & 2009年11月 - 2010年3月)
- マイク・チョイ（英語版）: X-Force, vol. 3 #7–10, #17–20 & #26–28 (2008年9月 - 12月、2009年7月 -10月 & 2010年4月 - 6月)
- アリナ・ウルソヴ: X-Force, vol. 3 #11 (2009年1月)
- ロック＝ヒ・キム: X-Force, vol. 4 #1–3, #7–9, #11–12, #14–15 (2014年2月 – 2015年2月)
- ジョージ・モリナ: X-Force, vol. 4 #4–6 (2014年4月 - 6月)
- タン・エング・ハート: X-Force, vol. 4 #10 (2014年10月), #13 (2014年12月)

### カバーアート
- ロブ・ライフェルド（英語版）: X-Force #1–9 & #11 and #50 & #100バリアント (1991年8月 – 1996年1月)
- グレッグ・カプロ: X-Force #15–27 (1992年10月 – 1993年10月)
- ウィルス・ポータシオ: X-Force #102–109 (2000年5月 – 2000年12月)
- マイク・アルレッド（英語版）: X-Force #116–128 (2001年7月 – 2002年8月)
- クレイトン・クレイン（英語版）: X-Force, vol. 3 #1–6, #11–13, #14-16 (バリアント) & #21–25
- ブライアン・ヒッチ（英語版）: X-Force, vol. 3 #1 (バリアント)
- マイク・チョイ（英語版）: X-Force, vol. 3 #7–10 & #17-20 (2008年11月 – 2009年2月 & 2009年9月 - 12月)
- カーレ・アンドリュース（英語版）: X-Force, vol. 3 #14–16
- アディ・グラノフ（英語版）: X-Force, vol. 3 #26–28
- デビッド・フィンチ: X-Force, vol. 3 #26–28 (バリアント)

## コレクテッド・エディション

### 第1期
| タイトル                                                              | 収録内容 | 出版日     | ISBN              |
| --------------------------------------------------------------------- | --- | ---------- | ----------------- |
| X-Force Omnibus - Vol. 1                                              | New Mutants #98-100, Annual #7; X-Men Annual #15; X-Factor Annual #6; X-Force Vol. 1 #1-15; Spider-Man #16; Cable: Blood & Metal #1-2; New Warriors Annual #1の一部, X-Force Annual #1                                                                                        | 2013年2月  | 0785165959        |
| X-Force: A Force To Be Reckoned With HC                               | New Mutants, vol. 1 #98–100; X-Force, vol. 1 #1–4; and Spider-Man #16 | 2011年1月  | 0-7851-4984-8     |
| X-Force: Under The Gun HC                                             | X-Force, vol. 1 #5–15 & Annual #1の一部 | 2011年3月  | 0-7851-4985-6     |
| X-Men: X-Cutioner's Song                                              | X-Force, vol. 1 #16–18; Uncanny X-Men #294–296; X-Factor, vol. 1 #84–86; and X-Men, vol. 2 #14-16 | 1994年5月  | 0-7851-0025-3     |
| X-Force: Assault on Graymalkin                                        | X-Force, vol. 1 #19–25 & New Warriors #31 | 2011年11月 | 0-7851-5899-5     |
| X-Men: Fatal Attractions                                              | X-Force, vol. 1 #25; X-Factor, vol. 1 #92; Uncanny X-Men #304; X-Men, vol. 2 #25; Wolverine, vol. 2 #75; and Excalibur, vol. 1 #71 | 2000年8月  | 0-7851-0748-7     |
| X-Force: Toy Soldiers                                                 | X-Force, vol. 1 #26-31, Annual #2; Nomad #20 | 2012年4月  | 0-7851-6219-4     |
| X-Force: Child's Play                                                 | X-Force, vol. 1 #32-37, Annual #3; New Warriors #45-46 | 2012年8月  | 0-7851-6269-0     |
| Origin of Generation X: Tales of the Phalanx Covenant                 | X-Force, vol. 1 #38; Uncanny X-Men #316–317; X-Men, vol. 2 #36–37; X-Factor, vol. 1 #106; Excalibur, vol. 1 #82; Wolverine, vol. 2 #85; Cable, vol. 1 #16; and Generation X #1                                                                                                | 2001年6月  | 0-7851-0216-7     |
| X-Force: The Phalanx Covenant HC                                      | X-Force vol. 1 #38-43; X-Factor vol. 1 #106; Excalibur #82 | 2013年5月  | 978-0-7851-6272-8 |
| Cable and X-Force Classic Vol. 1                                      | X-Force vol. 1 #44-48;Cable Vol.1 #21-28 | 2013年4月  | 978-0-7851-6272-8 |
| X-Men: The Complete Onslaught Epic, vol. 1                            | X-Force, vol. 1 #57; X-Men, vol. 2 #53–54; Uncanny X-Men #334–335; Avengers #400–401; Onslaught: X-Men; Cable, vol. 1 #34; Incredible Hulk #444; and Fantastic Four #414–415                                                                                                  | 2007年12月 | 0-7851-2823-9     |
| X-Men: The Complete Onslaught Epic, vol. 2                            | X-Force, vol. 1 #58; Excalibur, vol. 1 #100; Fantastic Four #415; Amazing Spider-Man #415; Sensational Spider-Man #8; Spider-Man #72; Green Goblin #12; Punisher #11; X-Factor, vol. 1 #125–126; Wolverine, vol. 2 #104; X-Man #17; X-Men, vol. 2 #55; and Uncanny X-Men #336 | 2008年6月  | 0-7851-2824-7     |
| X-Men: The Complete Onslaught Epic, vol. 3                            | X-Force, vol. 1 #57; Avengers #402; Incredible Hulk #445; Iron Man #332; Thor #502; Wolverine, vol. 2 #104; Cable, vol. 1 #35; X-Men, vol. 2 #55; Uncanny X-Men #336; and X-Man #19                                                                                           | 2008年8月  | 0-7851-2825-5     |
| X-Men: Operation Zero Tolerance,                                      | X-Force, vol. 1 #67-70, Generation X #26-31, X-Men #65-70, Uncanny X-Men #346, 77Wolverine #115-118, Cable #45-47, X-Man #30 | 2012年8月  | 0-7851-6240-2     |
| X-Men: Powerless                                                      | X-Force, vol. 1 #101; Uncanny X-Men #379–380; Cable, vol. 1 #78; Wolverine, vol. 2 #149; and X-Men, vol. 2 #99 | 2010年8月  | 0-7851-4677-6     |
| Counter-X, Volume 1: X-Force (192ページ)                              | X-Force, vol. 1 #102–109 | 2008年7月  | 0-7851-3304-6     |
| Counter X: X-Force: Rage War                                          | X-Force, vol. 1 #110-115, 102 Rough Cut | 2012年8月  | 978-0785159735    |
| X-Force: Famous, Mutant & Mortal (ハードカバー・288ページ)            | X-Force, vol. 1 #116–129 | 2003年7月  | 0-7851-1023-2     |
| X-Force: Famous, Mutant & Mortal, Volume 1: New Beginning (128ページ) | X-Force, vol. 1 #116–120 | 2001年11月 | 0-7851-0819-X     |
| X-Force: Famous, Mutant & Mortal, Volume 2: Final Chapter (224ページ) | X-Force, vol. 1 #121–129 | 2002年11月 | 0-7851-1088-7     |

### 第2期
| タイトル                                      | 収録内容                                                  | 出版日    | ISBN          |
| --------------------------------------------- | --------------------------------------------------------- | --------- | ------------- |
| X-Force and Cable: Legend Returns (144ページ) | X-Force, vol. 2 #1–6                                      | 2005年4月 | 0-7851-1429-7 |
| X-Force: Shatterstar (160ページ)              | X-Force: Shatterstar #1–4 and New Mutants, vol. 1 #99–100 | 2005年8月 | 0-7851-1633-8 |

### 第3期
| タイトル                                                                         | 収録内容 | 出版日                         | ISBN                        |
| -------------------------------------------------------------------------------- | --- | ------------------------------ | --------------------------- |
| Volume 1: Angels and Demons (144ページ)                                          | X-Force, vol. 3 #1–6 | 2008年11月 (HC) 2009年2月 (SC) | 0-7851-3552-9 0-7851-2976-6 |
| Volume 2: Old Ghosts (120ページ)                                                 | X-Force, vol. 3 #7–11 | 2009年6月 (HC) 2009年8月 (SC)  | 0-7851-3821-8 0-7851-2977-4 |
| Volume 3: Not Forgotten (120ページ)                                              | X-Force, vol. 3 #12–13 & #17–20 | 2009年12月 (HC) 2010年3月 (SC) | 0-7851-4019-0 0-7851-3540-5 |
| X-Force/Cable: Messiah War (368ページ)                                           | X-Force, vol. 3 #14–16; X-Men: The Times and Life of Lucas Bishop #1–3; Cable, vol. 2 #11–15; Messiah War; and X-Men: Future History—The Messiah War Sourcebook                      | 2009年8月 (HC) 2009年12月 (SC) | 0-7851-3157-4 0-7851-3173-6 |
| X-Necrosha (448ページ)                                                           | X-Force, vol. 3 #11, #21–25 & Annual #1の一部; New X-Men, vol. 2 #32; New Mutants, vol. 3 #6–8; X-Men: Legacy #231–234; X-Force/New Mutants: Necrosha; and X-Necrosha: The Gathering | 2010年7月 (HC) 2010年12月 (SC) | 0-7851-4674-1 0-7851-4675-X |
| X-Men: Second Coming (392ページ)                                                 | X-Force, vol. 3 #26–28; Second Coming: Prepare; X-Men: Second Coming #1–2; Uncanny X-Men #523–525; New Mutants, vol. 3 #12–14; and X-Men: Legacy #235–237                            | 2010年9月 (HC)                 | 0-7851-4678-4               |
| X-Force by Craig Kyle & Chris Yost: The Complete Collection Volume 1 (384ページ) | X-Force, vol. 3 #1–13; X-Force Special: Ain't No Dog #1 & X-Force Annual (2010) #1の一部                                                                                             | 2014年3月 (SC)                 | 0-7851-8966-1               |
| X-Force by Craig Kyle & Chris Yost: The Complete Collection Volume 2 (384 pages) | X-Force, vol. 3 #17-25; X-Necrosha: The Gathering; X-Force: Sex & Violence #1–3; X-Necrosha and X-Force Annual (2010) #1の一部                                                       | 2014年9月 (SC)                 | 0-7851-9000-7               |

### 第4期
| タイトル                       | 収録内容                                            | 出版日        | ISBN           |
| ------------------------------ | --------------------------------------------------- | ------------- | -------------- |
| X-Force Volume 1: Dirty/Tricks | X-Force Vol. 4 #1-6                                 | 2014年9月9日  | 978-0785190264 |
| X-Force Volume 2: Hide/Fear    | X-Force (vol. 4) #7–10; X-Men: Legacy (vol. 1) #300 | 2015年2月3日  | 978-0785190271 |
| X-Force Volume 3: Ends/Means   | X-Force (vol. 4) #11–15                             | 2015年5月12日 | 978-0785193913 |

## 他のメディアでの登場

### アニメーション
X-フォースが初めてコミック以外で触れられたのは2011年のテレビアニメ『エックスメン』であった。第2話でプロフェッサーXによりX-フォースがU-メンに遭遇したことが明かされる。

### 映画
20世紀フォックスは『X-フォース』の映画を企画している。2013年11月7日、ジェフ・ワドロウが脚本家・監督として雇われ、ローレン・シュラー・ドナーとマシュー・ヴォーンがプロデューサーを務めることが報じられた。2013年12月3日、ロブ・ライフェルドはケーブルとデッドプールが映画に登場することを明かした。この時点では2017年公開が予定されていた。公開されたコンセプトアートの一部にはケーブル、ドミノ、ウォーパス、キャノンボール、フェラルがチームのメンバーとして描かれていた。『デッドプール』の公開後、ライアン・レイノルズはデッドプールが『X-フォース』の映画に登場するだろうと感じ、またサイモン・キンバーグは『X-フォース』がPG-13である「メインラインのX-MENの映画」とは対照的に『デッドプール』のようなR指定になる可能性を明かした。ブライアン・シンガーはファンダンゴのインタビューでX-23が新ウルヴァリンとして登場することを望んでいると述べた。さらにサイロックが登場するという噂が流れたが、『X-MEN:アポカリプス』で同キャラクターを演じたオリヴィア・マンによりそれは否定された。2016年11月9日、キンバーグは『ハリウッド・リポーター』誌で映画がまだ予定中であることを明かした。2017年2月、レイノルズがジョー・カーナハンと共同で脚本を執筆すると報じられた。2017年9月7日、 ドリュー・ゴダード（別のマーベル作品である『デアデビル』の元ショーランナー) が『X-フォース』の脚本・監督として雇われたことが報じられた。2018年2月21日、『ハリウッド・ノース・バズ』はディズニーとフォックスの契約が完了する前の同年10月に撮影開始予定であると報じた。
2018年2月、『デッドプール2』の予告編が公開され、デッドプールが率いるチームがX-フォースであることが明かされ、史上初めて映画で同チームが言及されることとなった。

### ゲーム
『ULTIMATE MARVEL VS. CAPCOM 3』のデッドプールのエンディングではドミノ、ファントメックス、アークエンジェルにより構成されるチームが登場する。チームはギャラクタスを倒したデッドプールをケーブル、ボブ、エージェント・オブ・ヒドラ、ほか多数のカプコンのキャラクターと共に賞賛する。